# Slaget ved Axtorna
Slaget ved Axtorna var et slag under Den Nordiske Syvårskrig.
Daniel Rantzau havde på grund af mangel på svært skyts måttet opgive at tilbageerobre fæstningen Varberghus, der var faldet til svenskerne den 15. september 1565, efter at disse den 28. august havde erobret og hærget Ny Varberg, Hallands største og vigtigste by. Da skytset endelig nåede frem, fik Rantzau budskab om, at en overlegen svensk hær under Jacob Henriksson Hästsko rykkede frem fra øst, og han måtte hæve belejringen og føre tropperne mod Falkenberg. Rantzau havde besluttet sig for at modtage et slag, idet den svenske hær var samlet under de sidste dages fremmarch og derfor endnu ikke kunne være en sammenarbejdet enhed.
Danskerne sejrede som følge af Daniel Rantzaus overlegne taktiske føring, og han stod herefter som en stor og anerkendt feltherre. Men trods sejren og erobringen af fjendens artilleri, havde hæren lidt store tab, og desuden havde store dele af den svenske hær faktisk ikke været i kamp.
En af deltagerne i dette slag var Mikkel Pedersen Gønge, den første gøngehøvding.